# (8810) 1982 JM1
(8810) 1982 JM1 là một tiểu hành tinh vành đai chính. Nó được phát hiện bởi Eleanor F. Helin và Eugene Merle Shoemaker ở Đài thiên văn Palomar ở Quận San Diego, California, ngày 15 tháng 5 năm 1982.